# Johannes Wurtz
Johannes Wurtz (* 19. Juni 1992 in Neunkirchen) ist ein deutscher Fußballspieler. Der Stürmer stand zuletzt beim SC Freiburg II unter Vertrag und war Nachwuchsnationalspieler.

## Karriere
Er wurde bereits mit vier Jahren in der Jugend des DJK Bexbach angemeldet. Er wechselte 2005 in die Jugendabteilung des 1. FC Saarbrücken, wo er in der A-Jugend zunächst als Rechtsverteidiger begann.
In der Saison 2010/11 kam Wurtz zu zwei Einsätzen in der Reservemannschaft, die in der fünftklassigen Oberliga spielte. Sein erstes Spiel dort machte er am 19. März 2011, als er am 27. Spieltag der Oberliga gegen den SV Alemannia Waldalgesheim, in der 80. Minute für Hajrullah Muni eingewechselt wurde.
Zur Saison 2011/12 wurde er in den Profikader aufgenommen (3. Liga). Sein Profidebüt gab er am 2. August 2011, als er am zweiten Spieltag der 3. Liga gegen Rot-Weiß Oberhausen in der 77. Minute für Markus Fuchs eingewechselt wurde. Nur drei Tage später erzielte Wurtz gegen den FC Carl Zeiss Jena seinen ersten Drittligatreffer, das siegbringende 2:1. Außerdem holte er einen Elfmeter heraus, den Stephan Sieger zum 1:1 verwandelte. In der Saison kam der Nachwuchsstürmer 36 Mal zum Einsatz und markierte dabei neun Treffer.
Daraufhin wechselte Wurtz im Sommer 2012 zu Werder Bremen. Der Stürmer unterschrieb einen Amateur-Vertrag bis 2014. Am 27. April 2013, dem 31. Spieltag der Saison 2012/13, feierte Wurtz sein Bundesligadebüt beim Bremer Gastspiel in Leverkusen. Er wurde in der 68. Minute für Felix Kroos eingewechselt. Zur Saison 2013/14 erhielt Wurtz einen bis 2016 laufenden Vertrag als Profi. In dieser Zeit absolvierte Wurtz auch fünf Partien für die deutsche U-20-Nationalmannschaft.
Am 2. September 2013 wechselte Wurtz auf Leihbasis ohne Kaufoption in die 2. Bundesliga zum SC Paderborn 07. Sein erstes Tor für die Paderborner erzielte er am 8. Spieltag beim 2:2 gegen Dynamo Dresden, als er zum 1:0 für seine Mannschaft traf.
Zur Saison 2014/15 verließ Wurtz den SC Paderborn 07 in Richtung SpVgg Greuther Fürth. Er unterschrieb bei dem Zweitligisten einen Vertrag bis zum 30. Juni 2017. Zwei Jahre später wechselte Wurtz im Sommer 2016 von Fürth zum Ligakonkurrenten VfL Bochum. Nach einer guten ersten Saison glückte ihm in der Spielzeit 2017/18 nur noch ein Treffer, und zwar am letzten Spieltag gegen Jahn Regensburg.
Am 23. August 2018 wechselte Wurtz zum Ligakonkurrenten SV Darmstadt 98 und unterschrieb einen bis Juni 2021 gültigen Vertrag. Sein Debüt für die Lilien gab er nur einen Tag später beim 3:0-Sieg gegen den MSV Duisburg. Er agierte häufig als hängende Spitze hinter dem ebenfalls neu verpflichteten Serdar Dursun, der jedoch weitaus erfolgreicher war – Wurtz gelangen lediglich je eine Vorlage und ein Tor in 23 Pflichtpartien. Zwischen Sommer 2019 und 2020 konnte sich Dursun weiter in seiner Leistung steigern, auf den Flügeln, die Wurtz ebenfalls hätte bespielen können, setzte Cheftrainer Dimitrios Grammozis auf Mathias Honsak und Tim Skarke, weshalb der Saarländer auf lediglich 40 Spielminuten kam.
Der SV Wehen Wiesbaden, zurück in die 3. Liga abgestiegen, verpflichtete den Stürmer zur Spielzeit 2020/21 und stattete ihn mit einem Einjahresvertrag aus. Zuvor hatten bereits die wichtigen Offensivspieler Daniel-Kofi Kyereh und Manuel Schäffler den SV Wehen verlassen. Hier gewann er am Ende der Saison den Hessenpokal und auch sein Vertrag wurde bis 2023 verlängert. Mit seinem Verein stieg er am Ende der Saison 2022/23 in die 2. Bundesliga auf.
Im Juli 2023 wechselte Wurtz nach Finnland zum FC Honka Espoo. Für den Erstligisten absolvierte er bis zum Saisonende insgesamt 14 Ligaspiele, erzielte dabei drei Treffer und landete auf dem fünften Platz. Doch schon am 3. Januar 2024 nahm ihn der heimische Drittligist SC Freiburg II unter Vertrag. Noch im Januar zog er sich einen Kreuzbandriss zu und fiel bis zum Saisonende aus.

## Erfolge
- Hessenpokalsieger: 2021
- Aufstieg in die 2. Bundesliga: 2023